# Облога Тіра (315-314)
Облога Тіра (315-314) – п’ятнадцятимісячна облога Антигоном Однооким фінікійського міста Тір під час боротьби за владу діадохів (полководців Александра Македонського). 
Невдовзі після перемоги коаліції у складі Кассандра, Антигона Одноокого та Птолемея над прибічниками регента Македонії Полісперхона між союзниками виникли серйозні протиріччя. Поведінка Антигона, котрий під час дворічної війни у східних провінціях отримав перемогу над найгрізнішим полководцем із партії Полісперхона Евменом, викликала занепокоєння до того союзних йому сатрапів. Невдовзі через це вибухнула нова війна, котра почалась у 315 р. до н.е. вторгненням Антигона до провінції Сирія. Остання включала також Фінікію та Палестину і вже кілька років як була захоплена правителем Єгипта Птолемеєм. 
Вигнавши без великих зусиль єгипетські гарнізони із більшої частини провінції, Антигон підійшов до Тіра. Розташоване на острові місто було практично неможливо взяти без допомоги флота, що підтвердила його недавня облога самим Александром Македонським (332 р. до н.е.). При цьому Птолемей забрав флоти фінікійських міст, сильно ускладнивши Антигону організацію своїх морських сил. Втім, останній не мешкаючи зібрав фінікійських царів та, підтвердивши їх привілеї, наказав розгорнути велику кораблебудівельну програму. 8 тисяч робітників відправили заготовлювати у Ліванських горах ліс, з якого на верфях Сидона, Бібла та Триполісу споруджували кораблі. Всього ж (з урахуванням верфей у Кілікії та на Родосі) Антигон планував збудувати 500 кораблів. При цьому, поки йшло спорудження флоту, сам він з основними силами вирушив на південь провінції для приведення під свою владу палестинських міст, тоді як облогу продовжував залишений під Тіром загін із 3 тисяч вояків. Захопивши Палестину, Антигон повернувся до Фінікії.  
Тим часом на Кіпрі, де більшість царів підтримала Птолемея, базувався єгипетський флот під командуванням Селевка (колишній сатрап Вавилонії, втеча якого зі своєї провінції з остраху перед Антигоном стала однією з причин війни) та Менелая (брат Птолемея). Певний час він підтримував комунікацію з обложеними, проте не міг запобігти наростаючій загрозі – фінікійські верфі Антигона працювали під надійною охороною наземних військ. Нарешті, отримавши перші новозбудовані кораблі, а також поповнення у вигляді ескадри з Родоса, Антигон почав морську блокаду Тіра. В подальшому його сили зросли також за рахунок ескадри Діоскорида, котра прийшла з Егейського моря. 
Втім, навіть взятий у повну блокаду Тір чинив опір, а його чудові укріплення не дозволяли взяти місто шутрмом. Почався 314 р. до н.е., облога затягнулась та справляла суттєвий негативний вплив на справу Антигона – він все так же стояв з великими силами у Фінікії, тоді як його полководці боролись в Малій Азії та Греції з переважаючим противником. 
Нарешті, після п’ятнадцятимісячної облоги доведений до повного виснаження гарнізон погодився на капітуляцію та був відпущений до Єгипту. Тір зайняв загін Антигона, після чого останній зміг рушити до Малої Азії.
Можливо також відзначити, що через два роки, наляканий поразкою при Газі, новий гарнізон Тіра підійме бунт проти свого полководця та здасться Птолемею. Втім, ще через рік єгипетський володар вернеться до своєї провінції та в цей раз не пробуватиме утримати Тір за собою – він знов оволодіє цим містом майже через чверть століття. 